# The Ragman's Daughter
Pour plus de détails, voir Fiche technique et Distribution.
The Ragman's Daughter est un film britannique réalisé par Harold Becker, sorti en 1972.

## Synopsis
Le film raconte l'histoire de l'amour malheureux entre Tony, un petit voleur issu d'une famille ouvrière, et Doris, la fille d'un ferrailleur. 

## Fiche technique
- Réalisation : Harold Becker
- Scénario : Alan Sillitoe
- Production : Harpoon Films
- Photographie : Michael Seresin
- Musique : Kenny Clayton
- Montage : Antony Gibbs (en)
- Genre : Crime, Drame, romance[1]
- Durée : 94 minutes
- Dates de sortie :
  - mai 1972 : Festival de Cannes
  - 26 octobre 1972 : Royaume-Uni

## Distribution
- Simon Rouse : Tony Bradmore
- Victoria Tennant : Doris Randall
- Patrick O'Connell : Tony (35 ans)
- Jane Wood : Tony's Wife
- Leslie Sands : père de Doris
- Rita Howard : mère de Doris
- Brenda Peters : mère de Tony
- Brian Murphy : père de Tony
- Kevin Richmond : Paul
- Reginald Marsh : George
- Peter Attard : Pete
- Steve Hatton : Alf
- John McEnery : vieil homme
- Donald Webster : Jack
- Gareth Thomas : Tom
- John Malcolm : directeur